# أبو ظبي الوطنية للتكافل
أبوظبي الوطنية للتكافل المعروفة اختصارا باسم تكافل، أو ADNTC - تأسست في عام 2003، من قبل مصرف أبوظبي الإسلامي (ADIB) وشركة أبو ظبي للاستثمار. تعد لاعب قوي في سوق التكافل الإماراتي، ومقرها في أبو ظبي، تقدم مجموعة من منتجات التكافل بما في ذلك التأمين على السيارات والممتلكات والحوادث العامة والعائلة والطبية والهندسية وتغطية الشحن البحري. يتم تداول أسهمها في سوق أبو ظبي للأوراق المالية باسم TKFL.
في عام 2014، خضعت لمراجعة هيكل رسوم الوكالة التي أدت إلى تحسين توازن الأرباح بين المساهمين وصناديق المساهمين، وفي عام 2015 أصبح مصرف أبوظبي الإسلامي مساهماً هاماً بنسبة تقدر بـ 41.7 في المائة.

## قائمة المنتجات والخدمات
تقدم شركة أبوظبي الوطنية للتكافل عدة منتجات منها المتوافقة مع الشريعة:
1. التأمين التكافلي على المركبات.
2. التأمين التكافلي على الحريق.
3. التأمين التكافلي على الشحن البحري.
4. التأمين التكافلي على هيكل السفينة.
5. التأمين التكافلي على هيكل الطائرة.
6. التأمين التكافلي الهندسي.
7. التأمين التكافلي لتعويض العمال.
8. التأمين التكافلي العائلي للمدموعات.
9. التأمين التكافلي على الخدمات المالية.

## مجلس الإدارة
أعضاء مجلس الإدارة:
- خميس بوهارون - رئيس مجلس الإدارة
- خالد ديماس السويدي - عضو مجلس الإدارة - مستقل
- ظافر فاروق لقمان - عضو مجلس الإدارة
- عبد اللطيف عبد الله أحمد الملا - عضو مجلس الإدارة - مستقل
- خليفة عبد الله خميس الرميثي - عضو مجلس الإدارة - مستقل
- خالد المنصوري - عضو مجلس الإدارة
- ناصر المر الزعابي - عضو مجلس الإدارة - مستقل
- سارة العبسي - سكرتيرة

## لجنة الرقابة الشرعية
قائمة أعضاء لجنة الرقابة الشرعية:
- عصام محمد إسحاق - رئيس اللجنة
- نظام يعقوبي - نائب الرئيس
- أسد محمد أديب الكيلاني - عضو اللجنة

## الجوائز
حصلت شركة أبوظبي على العديد من الجوائز منها:
- جائزة أفضل مشغل لعمليات تكافل المصرفية، في الشرق الأوسط، 2011.
- كانت ضمن أفضل شركات التأمين في الشرق الأوسط، 2012.
- جائزة أفضل مشغل تكافل لسنة 2012، رعاية مجلة Policy.
- جائزة أفضل مشغل لعمليات تكافل المصرفية، في الشرق الأوسط، 2012.
- جائزة أفضل مشغل لعمليات تكافل المصرفية، في الشرق الأوسط، 2014.

## حوكمة الشركة
من أجل حوكمة الشركة قامت شركة أبوظبي الوطنية للتكافل بتنصيب عدة لجان على مستوى المجلس الإداري وتمثلت في:
1. لجنة التدقيق والمخاطر.
2. لجنة الترشيحات والمكافآت.
3. لجنة الإستراتيجية والإستثمار.
4. لجنة الإشراف على تعاملات المطلعين.

## روابط خارجية
- الموقع الرسمي
 (بالإنجليزية)
- الموقع الرسمي
 (بالعربية)